# Mybster
Mybster is een dorp ongeveer 3 kilometer ten westen van Watten en ongeveer 11 kilometer van Thurso in de Schotse lieutenancy Caithness in het raadsgebied Highland.